# Chou Tao
Pour les articles homonymes, voir Chou.
Dans ce nom chinois, le nom de famille, Chou, précède le nom personnel.
Chou Tao (née le 30 mars 1988 à Dalian) est une gymnaste rythmique chinoise.

## Biographie
Chou Tao remporte aux Jeux olympiques d'été de 2008 à Pékin la médaille d'argent par équipe avec Cai Tongtong, Lu Yuanyang, Sui Jianshuang, Sun Dan et Zhang Shuo.

## Palmarès

### Jeux olympiques
- Pékin 2008
  -  Médaille d'argent par équipe.